# Budynek Rady Powiatowej w Mielcu
Budynek Rady Powiatowej w Mielcu – budynek znajdujący się przy ulicy Kościuszki 10. Jest wpisany do rejestru zabytków nieruchomych województwa podkarpackiego pod numerem A-867 z 12.11.1979. Zbudowany został w 1909 r. w stylu eklektycznym według projektu lwowskiego architekta Jana Ostoi Stobieckiego z przeznaczeniem na siedzibę Rady Powiatowej. Obecnie mieści się tu Państwowa Szkoła Muzyczna I i II stopnia imienia Mieczysława Karłowicza.

## Historia
Uroczyste otwarcie i poświęcenie budynku nastąpiło 22.12.1909 r. Sala obrad, zwana Salą Królewską była miejscem, w którym odbywały się liczne uroczystości, bankiety, przyjmowano gości, między innymi 23.07.1929 r. prezydenta Ignacego Mościckiego. Podczas okupacji niemieckiej w budynku mieścił się Landratsamt (starostwo powiatowe). W czasach PRL, do 1975 budynek był siedzibą władz powiatowych. W latach 1967–1977 w dwóch pomieszczeniach na piętrze znajdowało się społeczne Muzeum Regionalne utworzone przez Towarzystwo Miłośników Ziemi Mieleckiej. Po likwidacji powiatów w 1975 r. budynek pozostawał prawie pusty do czasu przekazania go Państwowej Szkole Muzycznej w 1977 r. Od 2004 r. trwa remont szkoły.

## Architektura

### Bryła budynku
Budynek na planie prostokąta zbudowany jest z cegły i otynkowany. Elewacja frontowa jest boniowana. Dwukondygnacyjny, trójosiowy środkowy korpus posiada od frontu trójarkadowy, wgłębny portyk z dwoma kolumnami. Nad portykiem znajdują się trzy duże, prostokątne okna z grzymsem nadokiennym i płycinami podokiennymi z motywem arkadowym. Korpus wieńczy trójkątny szczyt flankowany sterczynami oraz arkadowy fryz. Wielospadowy dach nad korpusem głównym posiada świetlik. Boczne, symetryczne części budynku zwieńczone są szerszymi szczytami.

### Wnętrza
Układ wnętrz jest amfiladowy. Na pierwszym piętrze w centralnej części budynku znajduje się Sala Królewska, nazwana tak od znajdującego się w niej fryzu z portretami władców Polski. Fryz z 44 portretami władców oraz dwoma portretami:Tadeusza Kościuszki i księcia Józefa Poniatowskiego namalował Konstanty Niemczykiewicz, uczeń Jana Matejki. Nad każdym z portretów znajduje się herb ziemi, województwa lub miasta przedrozbiorowej Polski namalowany przez lwowskiego malarza Piotra Błońskiego. Obrazy i herby fryzu posiadają neogotyckie obramienia sztukatorskie oraz pseudogotyckie podpisy. Do odzyskania niepodległości przez Polskę w 1918 r. w sali wisiał portret cesarza Franciszka Józefa I, zastąpiony później godłem Polski. Wystrój Sali Królewskiej uzupełnia tryptyk Stanisława Dębskiego, w skład którego wchodzą obrazy „Hołd trzech stanów oddawany Matce Boskiej Częstochowskiej”, „Matka Boska Częstochowska adorowana przez lud” oraz „Alegoria powstań narodowych”, a także portrety Fryderyka Chopina i Mieczysława Karłowicza mieleckiej malarki Aleksandry Stroczyńskiej.